# 平成24年度全国高等学校総合体育大会サッカー競技大会
平成24年度全国高等学校総合体育大会サッカー競技大会は2012年7月から8月にかけて開催された全国高等学校総合体育大会サッカー競技大会。平成24年度全国高等学校総合体育大会（2012 北信越かがやき総体）の競技の一つとして男女ともは長野県で開催された。今大会から女子のサッカー競技も実施されるようになった。

## 試合会場
出典

### 会場（男子）
- 松本平広域公園総合球技場(アルウィン)・芝生グラウンド・多目的球技場・陸上競技場（松本市）
- 松本市サッカー場（長野県フットボールセンター）（松本市）
- 松商学園総合グラウンド（松本市）
- 大町市運動公園サッカー場・陸上競技場（大町市）
- 松本歯科大学陸上競技場（塩尻市）
- 千曲市サッカー場（千曲市）

### 会場（女子）
- 松本平広域公園総合球技場(アルウィン)（松本市）
- 松本市サッカー場（長野県フットボールセンター）（松本市）
- 松商学園総合グラウンド（松本市）
- 大町市運動公園サッカー場・陸上競技場（大町市）

## 出場校

### 出場チーム（女子）
| 地区   | 代表校                 | 出場回数 |
| ------ | ---------------------- | -------- |
| 開催地 | 大町北高校（長野）     | 初出場   |
| 北海道 | 北海道大谷室蘭高校     | 初出場   |
| 東北   | 常磐木学園高校（宮城） | 初出場   |
| 東北   | 水沢高校（岩手）       | 初出場   |
| 関東   | 湘南学院高校（神奈川） | 初出場   |
| 関東   | 幕張総合高校（千葉）   | 初出場   |
| 関東   | 本庄第一高校（埼玉）   | 初出場   |
| 関東   | 都立飛鳥高校（東京）   | 初出場   |

| 地区   | 代表校                           | 出場回数 |
| ------ | -------------------------------- | -------- |
| 北信越 | 福井工業大学付属福井高校（福井） | 初出場   |
| 東海   | 藤枝順心高校（静岡）             | 初出場   |
| 東海   | 三重高校（三重）                 | 初出場   |
| 近畿   | 日ノ本学園高校（兵庫）           | 初出場   |
| 近畿   | 大商学園高校（大阪）             | 初出場   |
| 中国   | 広島文教女子大学附属高校（広島） | 初出場   |
| 四国   | 松山東雲高校（愛媛）             | 初出場   |
| 九州   | 神村学園高等部（鹿児島）         | 初出場   |

## 結果（女子）

### 1回戦（女子）
| #1 | 2012年8月1日 10:00 |

| 常盤木学園                                       | 1 - 1    | 大商学園                                       |
| 道上彩花 33分                                    | 公式記録 | 田中江梨奈 55分                                |
|                                                  | PK戦     |                                                |
| 高村ちさと 平田美紀 道上彩花 岡森香沙音 伊藤美紀 | 5 - 4    | 傳早織 松原有沙 杉浦明美 浅井さくら 萩原可奈子 |

| 松商学園総合グラウンド 観客数: 230人 主審: 井脇真理子 |

| #2 | 2012年8月1日 10:00 |

| 本庄第一                      | 0 - 2    | 大谷室蘭 |
| 玉井夕姫 49分 · 星山彩香 66分 | 公式記録 |          |

| 大町市運動公園陸上競技場 観客数: 200人 主審: 松尾久美子 |

| #3 | 2012年8月1日 10:00 |

| 福井工大福井               | 2 - 4    | 神村学園                                                  |
| 吉田麻有 6分 · 東里菜 11分 | 公式記録 | 島村公美子 35+2分, 62分 · 布志木香帆 48分 · 池上菜央 57分 |

| 松本市サッカー場 (長野県フットボールセンター） 観客数: 150人 主審: 桐原純子 |

| #4 | 2012年8月1日 10:00 |

| 三重 | 0 - 5    | 幕張総合                                                                        |
|      | 公式記録 | 田名部里紗 2分 · 宮原ゆかり 8分 · 森田順子 18分 · 両角彩香 20分 · 横山礼 35+1分 |

| 大町市運動公園サッカー場 観客数: 200人 主審: 牧野直美 |

| #5 | 2012年8月1日 12:00 |

| 湘南学院                                                                                      | 7 - 0    | 水沢 |
| 間明瀬奈 14分 · 田島光代 18分, 41分, 69分 · 浦島理沙 36分 · 間明理沙子 67分 · 金子ゆい 70+2分 | 公式記録 |      |

| 松商学園総合グラウンド 観客数: 100人 主審: 大畠千枝 |

| #6 | 2012年8月1日 12:00 |

| 藤枝順心                      | 2 - 0    | 広島文教 |
| 岡田理可 51分 · 今井晴香 63分 | 公式記録 |          |

| 松本市サッカー場 (長野県フットボールセンター） 観客数: 100人 主審: 佐藤奈美 |

| #7 | 2012年8月1日 12:00 |

| 松山東雲 | 0 - 2    | 都立飛鳥                       |
|          | 公式記録 | 小川春香 2分 · 田嶋みのり 25分 |

| 大町市運動公園陸上競技場 観客数: 300人 主審: 佐々木里紗 |

| #8 | 2012年8月1日 12:00 |

| 大町北 | 0 - 14   | 日ノ本学園 |
|        | 公式記録 | 中井仁美 7分 · 八坂芽依 9分 · 小島和希子 10分, 30分 · 窪田美月 12分 · 入江未希 25分, 37分, 60分 · 川原奈央 28分, 45分, 55分 · 万屋美穂 35+1分, 39分 · 池尻茉由 63分 |

| 大町市運動公園サッカー場 観客数: 600人 主審: 新川里佳子 |

### 2回戦（女子）
| #9 | 2012年8月2日 10:00 |

| 常盤木学園                                  | 4 - 1    | 大谷室蘭 |
| 道上彩花 12分, 38分, 70+1分 · 伊藤美紀 24分 | 公式記録 |          |

| 大町市運動公園サッカー場 観客数: 300人 主審: 高橋美里 |

| #10 | 2012年8月2日 10:00 |

| 神村学園                               | 3 - 1    | 幕張総合    |
| 桑野沙綾佳 6分, 48分 · 八木ゆりあ 53分 | 公式記録 | 横山礼 21分 |

| 大町市運動公園陸上競技場 観客数: 200人 主審: 伊藤実奈子 |

| #11 | 2012年8月2日 12:00 |

| 湘南学院 | 0 - 4    | 藤枝順心                                                      |
|          | 公式記録 | 上嶋瞳 10分 · 梅津美絵 28分 · 山田真帆 41分 · 島村友妃子 64分 |

| 大町市運動公園陸上競技場 観客数: 300人 主審: 千葉恵美 |

| #12 | 2012年8月2日 12:00 |

| 都立飛鳥 | 0 - 5    | 日ノ本学園                                                            |
|          | 公式記録 | 川原奈央 13分, 16分 · 池尻茉由 25分 · 羽座妃粋 31分 · 小島和希子 46分 |

| 大町市運動公園サッカー場 観客数: 350人 主審: 松尾久美子 |

### 準決勝（女子）
| #13 | 2012年8月3日 10:00 |

| 常盤木学園                                        | 4 - 1    | 神村学園        |
| 道上彩花 11分, 56分 · 32分 (o.g.) · 伊藤美紀 40分 | 公式記録 | 布志木香帆 17分 |

| 大町市運動公園サッカー場 観客数: 220人 主審: 新川里佳子 |

| #14 | 2012年8月3日 10:00 |

| 藤枝順心      | 1 - 3    | 日ノ本学園                                      |
| 今井晴香 25分 | 公式記録 | 万屋美穂 26分 · 池尻茉由 35+1分 · 矢沢未稀 64分 |

| 大町市運動公園陸上競技場 観客数: 200人 主審: 井脇真理子 |

### 決勝（女子）
| #15 | 2012年8月4日 10:00 |

| 常盤木学園 | 0 - 1    | 日ノ本学園    |
|            | 公式記録 | 川原奈央 24分 |

| 松本平広域公園総合球技場(アルウィン) 観客数: 2,100人 主審: 佐藤奈美 |

| 平成24年全国高等学校総合体育大会サッカー競技大会（女子） 優勝チーム |
| ------------------------------------------------------------------- |
| 日ノ本学園高等学校 初優勝                                           |